# Premis Literaris Ciutat d'Olot
Els Premis Literaris Ciutat d'Olot eren uns guardons que s'atorgaven anualment en el camp de l'escriptura. Es convocaven per l'Institut de Cultura de la Ciutat d'Olot, a la Garrotxa. Amb més de cinquanta edicions, eren un dels reconeixements literaris més veterans de les lletres catalanes. Inicialment es convocaven premis en diferents categories, entre les quals hi havia el premi ¡Arriba España! de reportatges periodístics. Des de 2009 s'atorgaven només tres modalitats:
- Premi Marià Vayreda de Prosa Narrativa, per a obres de creació literària en llengua catalana.
- Premi Joan Teixidor (fins al 1997 premi Guerau de Liost[2]) de Poesia - Haikus en línia, per a reculls de haikus en llengua catalana.
- Premi de Novel·la Juvenil, per a novel·les destinades a joves de 13 a 16 anys en llengua catalana.

El Premi Marià Vayerda de Prosa Narrativa estava dotat amb 10.000 euros i l'editorial Empúries s'encarregava de publicar l'obra guanyadora. El Premi Joan Teixidor de Poesia tenia una dotació de 2.000 euros i Viena Edicions en publicava el recull guanyador. El Premi de Novel·la Juvenil estava dotat amb 4.500 euros i Llibres del Segle s'encarregava de la publicació de la novel·la guanyadora.
L'any 2018 els premis van deixar de convocar-se.

## Guardonats[2][5]
| Any  | Premi Ciutat d'Olot Joan Teixidor de Poesia                                                                                | Premi Ciutat d'Olot Marià Vayreda de Prosa Narrativa                             | Premi Ciutat d'Olot de Novel·la Juvenil                         |
| ---- | --- | -------------------------------------------------------------------------------- | --------------------------------------------------------------- |
| 1967 | Versos blancs a la Verge del Tura, Josep Congost                                                                           |                                                                                  |                                                                 |
| 1968 | Arbres i homes, Miquel Plana                                                                                               |                                                                                  |                                                                 |
| 1969 | La Moixina, Carme Guasch                                                                                                   |                                                                                  | El grumet i l'ocell i sis coses més, Joaquim Carbó              |
| 1970 | La formació de la Universitat d'Olot, P. Nolasc del Molar                                                                  |                                                                                  | El drac de la felicitat, Núria Mínguez                          |
| 1971 | Mots de coratge per a l'amic de Granada, Jordi Roig i Fontseca                                                             |                                                                                  | Les boires de la tercera lluna, Andreu Blasco                   |
| 1972 | Raíces nuevas, José R. González Navas                                                                                      |                                                                                  | Virtuós amb paraigües en una tarda de sol, Ramon Badosa         |
| 1973 | L'amor nostre, Maria Carré                                                                                                 |                                                                                  | Nico el tonto, Lucrecio Serrano                                 |
| 1974 | Semprevives, Francesc Castells                                                                                             |                                                                                  | Quatre històries censurables, Lluís Busquets                    |
| 1975 | El vell Ascó, Francesc Castells                                                                                            |                                                                                  | Per llegir imatges, Lluís Busquets                              |
| 1976 | La ruta de les roses immortals, Frederic Alonso                                                                            |                                                                                  | La Griselda dels espais a la lluna, Lluís Busquets              |
| 1977 | Impromptus i epigrames, Frederic Alonso                                                                                    |                                                                                  |                                                                 |
| 1978 | Retorn, Frederic Alonso |                                                                                  | Memòries d'en Nitur Resmes, gat de teulada, Maria Dolors Cortey |
| 1979 | Sensivitat, Mercè Corretja                                                                                                 |                                                                                  | L'estranya història d'uns somnis estranys, Pep Albanell         |
| 1980 | |                                                                                  |                                                                 |
| 1981 | Elegida d'Europa, Gaspar Jaén                                                                                              |                                                                                  | Quatre contes per a infants, Concepció Batallé                  |
| 1982 | Salms de l'ambigüitat, Jacinta Sala                                                                                        | Han donat solta als assassins o amors que maten, Manuel Joan Arinyó              | La bruixa bofaruda, Mercè Campmany                              |
| 1983 | Tríptic, Teresa Badia | Veus en blanc i negre, Mercè Candela                                             | De com en Bernat es feu amic d'un núvol, Salvador Comellas      |
| 1984 | Memòria de Castàlia, Jacint Sala                                                                                           | La faç del Paradís, Josep M. Fonalleras                                          | Matar l'aranya, Andreu Sotorra                                  |
| 1985 | Escorrialles d'hores, Toni Pascual                                                                                         | Carboni 14, Andreu Sotorra                                                       |                                                                 |
| 1986 | Engrunes del somni, Núria E. Puiggermenal                                                                                  | La pell de l'home, Josep M. Madern                                               | La pell, Mabel Poveda                                           |
| 1987 | Quadern de viatges, Elies Mas i Serra                                                                                      | Plou torrencialment a tots els indrets d'aquesta història, Miquel López i Crespí | El meravellós viatge de Gra de Fajol, Manuel Bars               |
| 1988 | També sóc vida, Montserrat Llorenç                                                                                         | Jo, una dona / Ed-dar el Beida / To be continued (Oasis), Sílvia Manzana         | L'illa d'escuma rosa, Joan Guasp                                |
| 1989 | Innovació dels orígens, Gabriel Mora                                                                                       | El secret de l'arxiu, Josep M. Fonalleras i Miquel Fañanàs                       | A les fosques, Teresa Duran i Armengol                          |
| 1990 | El joc al seny, Josep Riera                                                                                                | Tres tríptics, Josep Pujol i Coll                                                | Incendi a l'Arxiu Històric, Josep Gòrriz                        |
| 1991 | Crònica d'un desfici, Miquel Bezares                                                                                       | La infinitud dels parcs, Antoni Dalmases                                         |                                                                 |
| 1992 | El que jo no sóc, Zoraida Burgos de Jesús                                                                                  | Històries asimètriques, Xavier Duran                                             | Frifit, Dolors Garcia i Cornellà                                |
| 1993 | Bandera la liberiana, Manuel Oller                                                                                         | Ai de tu si t’enamores, Jordi Vidal i Oliver                                     | L'arpa de les mil cordes, Hermínia Mas                          |
| 1994 | Els vianants, Antoni Martí                                                                                                 | Muti Bilmur, David Cirici                                                        |                                                                 |
| 1995 | Druda, Manuel Queralt | Xerraires impertinents, Jaume Cela                                               | Spaguetti per a la Gioconda, Octavi Egea                        |
| 1996 | De formes i llegendes o la desproporció dels somnis, Agustí Coromines                                                      | Correspondències, Vicenç Pagès Jordà                                             | Cartes a Mireia, Maria Esteller                                 |
| 1997 | Rere el ventall, Josep-Francesc Delgado                                                                                    | Lleis binàries, Xavier Cortadellas                                               | De llavis del gran bruixot, Miquel Desclot                      |
| 1998 | Reflexió de la llum, Susanna Rafart                                                                                        | Les restes de la biblioteca, Òscar Pàmies                                        | L'herba lluera i altres contes, Dolors Garcia Cornellà          |
| 1999 | Parc encès, Mireia Lleó i Bertran                                                                                          | Entre tu i jo, Eva Piquer                                                        | L'estel porquer, Núria Garcia i Quera                           |
| 2000 | Els encontres fortuïts, Ricard Ripoll                                                                                      |                                                                                  | L'assassinat de la Xènia, Xavier Bertran                        |
| 2001 | L'hora de Balthus, Joan Carles González Pujalte                                                                            | Quan els avions cauen, Miquel Bezares                                            | El secret de les paraules, Guillem Rosselló                     |
| 2002 | L'instant d'una ala, Josep Maria Capdevila \| Terres i espais, Eudald Puig \| Showa, Maria Rosa Roca                       | Pa de llop, Xavi Gimeno                                                          | A carn, a carn, Núria Prades                                    |
| 2003 | Com els ocells, emana el món la calor, Antoni Defez \| Penombra d'ala, Abrahan Mohino \| Pell de serp, Isabel Garcia Canet |                                                                                  | La mala bèstia, Antoni Garcia Llorca                            |
| 2004 | Mosafat, Jaume Pomar \| Rellotge de vidre, Isabel Oliva \| Amb ales de libèl·lula, Carme Jordi                             | El llegat del doctor Deulofeu, Andreu Domingo                                    | Mar de boira, Maite Salarod                                     |
| 2005 | Fragment de discurs de Pere Pena \| L'adéu groc de les roses de Valentí Ribes                                              | Postres de músic, Jesús M. Tibau                                                 |                                                                 |
| 2006 | Un fil d'esperança, Joan Asensi Barberà \| Ella, Martí Noy Freixa                                                          | La cançó dels deportats, Teresa Pous i Mas                                       | Abans de néixer, després de morir, Jaume Cela                   |
| 2007 | Joc de contraris, Aina Ferrer Torrens \| Dins d'un glop de sol, Marc Zanni Vilamitjana \| Suburbanismes, Sergi Gros Segura | Nus i crus, Josep Valls i Grau                                                   | Contrajoc, David Nel·lo                                         |
| 2008 | I en qui l'ofec (1), (2) i (3), Roger Costa-Pau                                                                            | Tractat de geografia, Isidor Cònsul                                              | Les veus de la roca roja, Jordi Cortès Rodríguez                |
| 2009 | Haikus sobre la pols, Jordi Climent Botella \| Carretera del sol, s/n, Joana Castells Savall                               | El meu cor cap a tu per sempre, David Nel·lo                                     | Els crims del lleó impossible, Xavier Bertran                   |
| 2010 | Niwa de Maria Rovira Lastra \| Introspecció de Rafel Vilà Nogueras.                                                        | Vida i miracles d'Odell Kraus, Josep Pastells                                    | In nomine patri(a), David Yeste Muñoz                           |
| 2011 | Persistència del blanc titani en temps dels ametllers batuts, Abraham Mohino i Balet                                       | Fronts oberts, Pau Vidal i Gavilán                                               | Dues ratlles volien dir positiu, Joan Botta Orfila              |
| 2012 | En la fulla i la nit, Albert Tarrés Canimas                                                                                | Retrobar l'ànima, Esteve Miralles                                                |                                                                 |
| 2013 | Buscant Quios, Àngels Marzo                                                                                                | Aniversari, Alba Sabaté                                                          | L'atac llimac, Rubèn Montañá                                    |
| 2014 | Il·lusionisme, Rosa Torrent                                                                                                | Far west gitano, Ramon Erra                                                      | Doble identitat, Jordi Ortiz                                    |
| 2015 | Oslo, Emília Rovira | Els ocells, Víctor García Tur                                                    | Un estiu a la fi del món, Laura Casanovas                       |
| 2016 | Delta, Carme Cruelles Rosales                                                                                              | La intimitat de les bèsties, Joan Jordi Miralles                                 | L'àliga perduda dels nazis, Francesc Puigpelat                  |
| 2017 | | Ploreu per vosaltres, Antoni Carrasco                                            | L'exili d'Arsinoe Bauh, Santiago Forné                          |